# Кубинская кухня
Кубинская кухня — национальная кухня Кубы, которая сложилась под влиянием гастрономических принципов других стран мира. Так, в кубинской кухне прослеживаются элементы испанской, африканской и креольской кулинарии. Традиционная кубинская кулинария похожа на кухни островных и материковых стран Карибского бассейна (см. Карибская кухня) и характеризуется как креольская.
Ежегодно в разных частях Кубы проводятся фестивали кубинской кухни, на которых собираются как повара-профессионалы, так и гурманы этого вида кухни. На этих мероприятиях можно узнать изысканные рецепты по приготовлению кубинских блюд и напитков.

## История
Исторически кубинская кулинария происходит из гастрономической культуры народа таино, уничтоженного испанскими колонизаторами в XVI веке (индейцы таино возделывали на своих полях, называемых конуко, маниок, батат, тыкву, кукурузу и абельмош, использовали в пищу пряный и сладкий перец и плоды гуавы, но особенно — морепродукты, пресноводную рыбу и рептилий, также охотились на птиц), и работавших на плантациях сахарного тростника выходцев их Африки. Испанские переселенцы привили на Кубе бобовые и цитрусовые культуры, перевезли из Европы крупный рогатый скот, кроликов и свиней, а африканцы ввели употребление ямса и бананов. Благодаря каталонцам самым распространённым гарниром стал рис.
Кроме того, на кубинскую кухню оказали влияние и бедные крестьяне Канарских островов, которые тоже работали на табачных полях, а позже — гаитянские, французские и прочие мигранты. Также и азиатская кухня, принесенная эмигрантами в начале XX века.
Отпечаток на кубинскую кулинарию накладывает то, что в настоящее время продукты дороги и в дефиците.
В мае 1984 года кубинский соевый соус «Taoro» и ликёр «Cafe Turquino» были награждены золотыми медалями Пловдивской международной ярмарки.

## Характерные продукты
Разнообразные национальные блюда широко используют рис и свинину, а также весь ассортимент тропических фруктов и овощей, растущих на Кубе.
- Мясные продукты: свинина, говядина, баранина, мясо птицы
- Морепродукты: океаническая рыба, лангусты и креветки
- Овощи: рис, сладкий перец, помидоры, капуста, кукуруза, лук, чеснок, чёрные бобы
  - malanga и boniato — сладкий картофель
  - юка cassava — корень маниока, коричневый снаружи и белый внутри
- Фрукты: гуава, апельсины, гуанабана, черимойя, ананасы, виноград, яблоки, плантан (бананы)
- сухое молоко
- кокосовое молоко и масло
- приправы и специи (соль на Кубе используют достаточно редко, практически во все блюда здесь добавляют специи кумин)

Оливковое масло применяется не часто, в качестве замены используется свиной жир.

## Региональная кухня
Как и во многих других странах мира, на Кубе имеет место зональность.

В центральных и западных районах особенно часто используют шоколад и кокосовый орех; нередко для жарки здесь используют кокосовое масло или молоко.
В восточной части острова (в частности, в Сантьяго-де-Кубе) отдают предпочтение более пряным и острым блюдам, любят жареные или варёные продукты. Столичные жители предпочитает жареные и копчёные продукты, как и в Пинар-дель-Рио, также для столицы типичен рис моро, конгри, приготовленные из красной фасоли, также рис чоррера и картофель с начинкой, пришедший из Гуанабакоа.
Имеется Федерация кулинарных ассоциаций Кубы.

## Популярные блюда

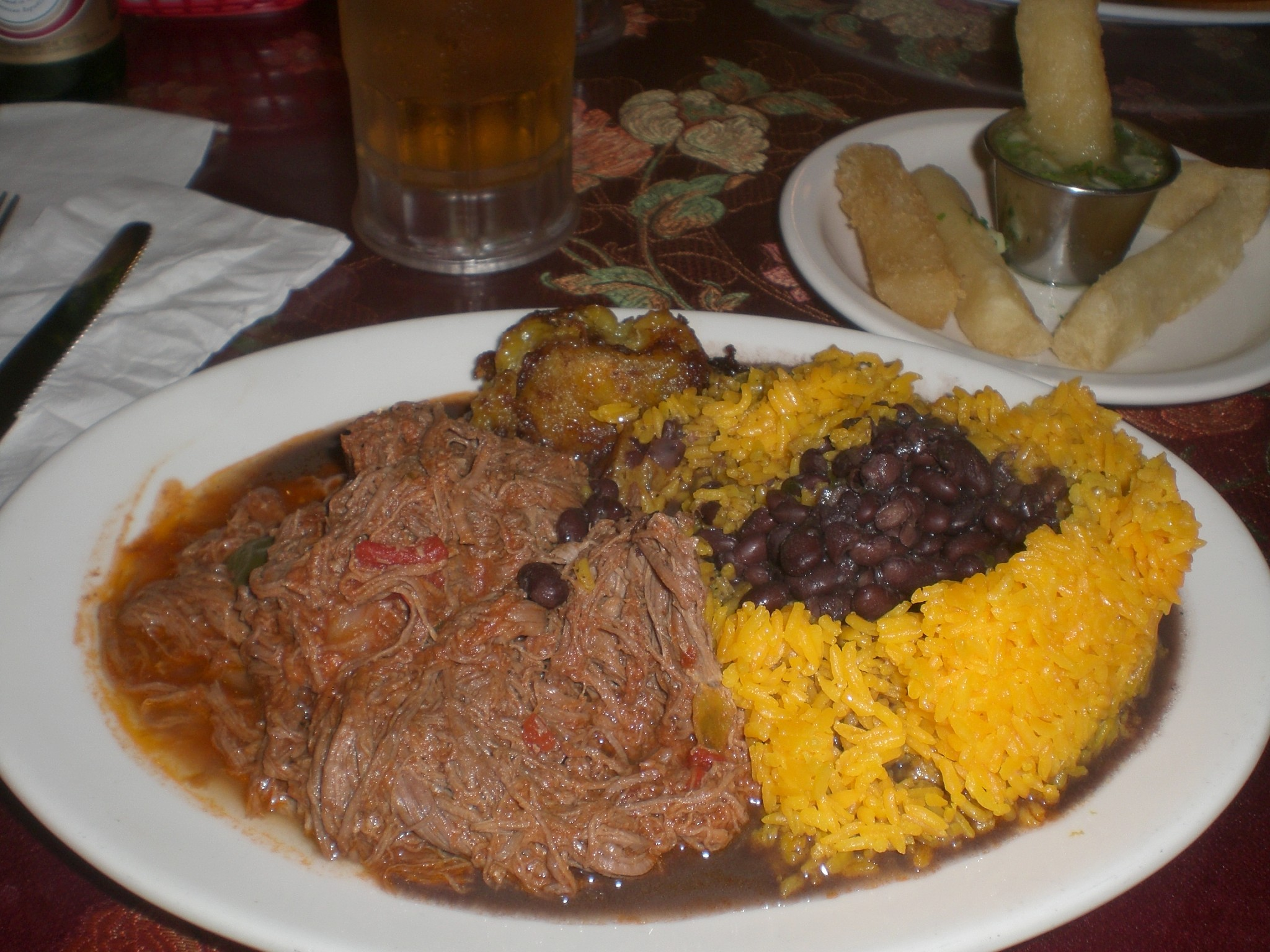
Кубинское блюдо: ропа вьеха, чёрная фасоль, рис и юка с «мохо»

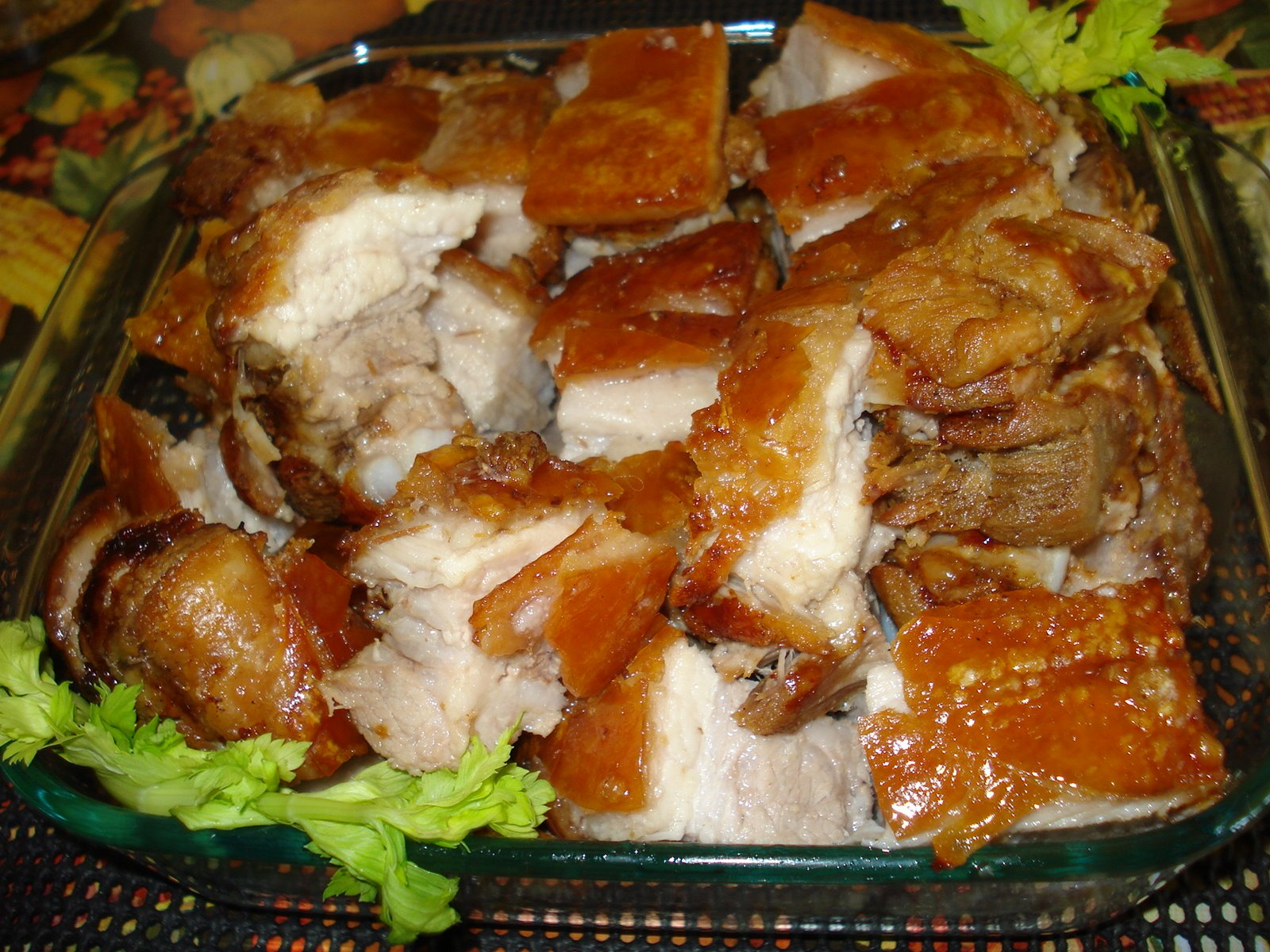
Lechon

- ахиако — самая популярная еда на столах кубинцев, на Кубе без них не обходится ни один приём пищи; представляет собой мясо (жареное на гриле или тушёное в горшочках) с овощами. Из мяса в этой стране популярнее и доступнее всего курица, чуть менее — говядина и баранина.
- Боличе — жаркое из тушёной говядины (задняя часть или eye round), начинённой ветчиной[4] или колбасками чоризо[5]
- caldosa — рагу из цыплёнка с картофелем, ветчиной, морковью, луком, орегано, чесноком и другими ингредиентами, по желанию того, кто готовит блюдо.
- ропа вьеха (ropa vieja, в переводе означает «старая одежда») — говядина (телятина) с овощами (томатная паста, красный перец, лук и чеснок)
- лапша с тушёным мясом и сыром или томатами.
- lechon — жареная свинина.
- lechon asado — зажаренный молочный поросёнок, его часто готовят на торжества.
- пикадильо а-ла-абанера (picadillo[англ.] la habanera) — говяжий фарш с томатным соусом[6].
- пикадильо по-креольски (picadillo a la criolla)[7][8];
- супы: ахиако (ajiaco) и potaje (см. Pottage[англ.]).
- «Congrí oriental» («восточный конгри»), или просто «Congrí» (Конгри) — «плов с фасолью», для приготовления которого используют коричневую или красную фасоль (frijoles colorados)[9];
- «Moros y Cristianos» (Морос и Кристианос, в переводе — «мавры и христиане»; или же «Arroz moro» (Аррос моро) — «мавританский рис») — сочетание белого риса и чёрной фасоли[10];
- кубинский сэндвич;
- ensalada de aguacates — салат, приготовленный из авокадо, в него нередко добавляют лосось, ананас или манго;
- fufu — разнообразные блюда с бананами (напр., жареный плантан, матахибаро/Matajibaro[11]), включая тостонес (tostones, или же tachinos, chatinos) — жареные бананы.

Также: пряный бычий хвост, юка (маниок) с соусом (подливкой) мохо.
Десерты:
- masa real de guayaba — пирог с гуавой;
- пирог с апельсинами, кокосовым орехом и тыквой;
- пончики из маниоки;
- рисовый пудинг (arroz con leche);
- Gaceñiga

### Напитки
Алкогольные:

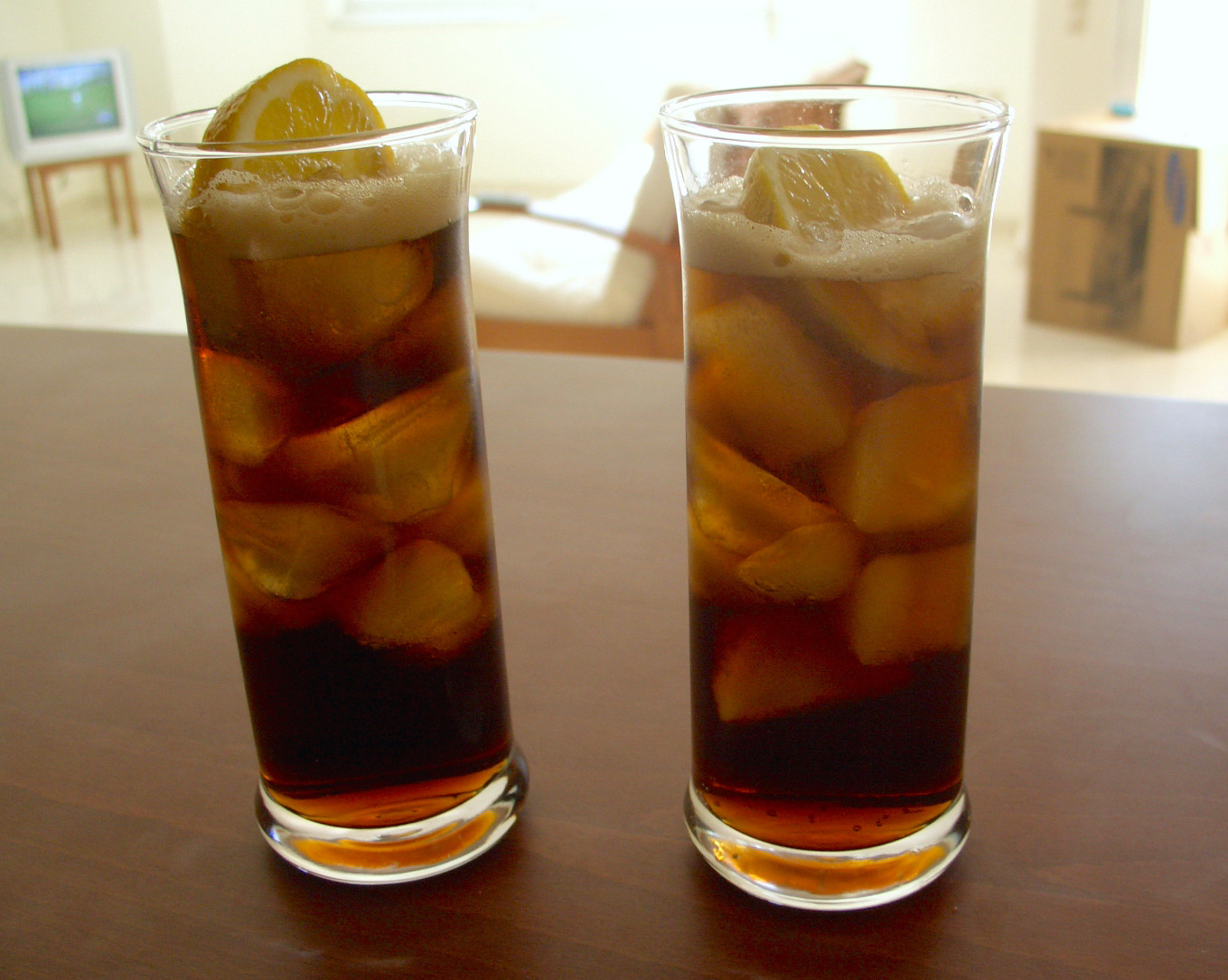
коктейль Куба либре

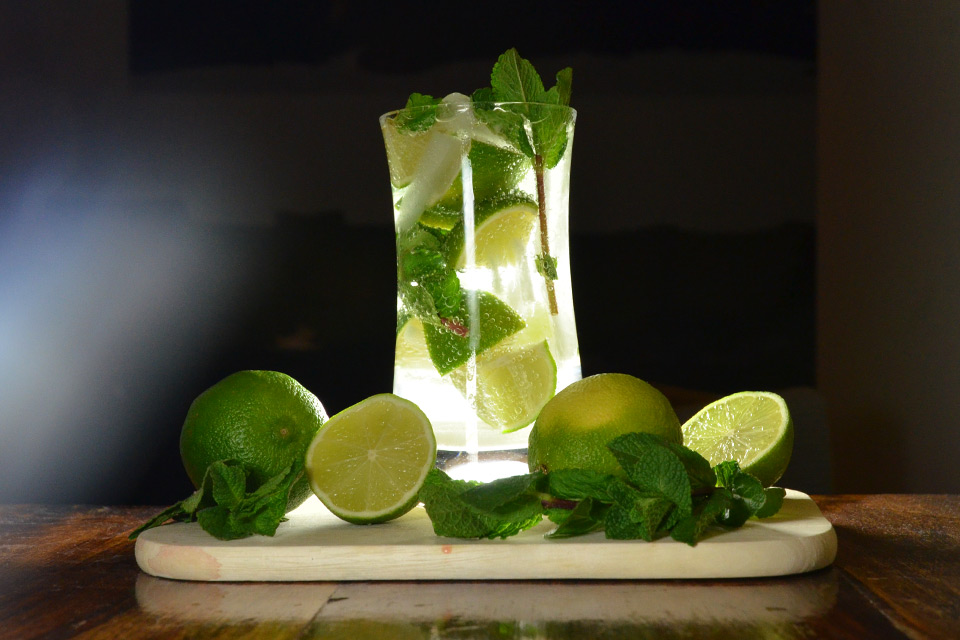
Мохито — традиционный коктейль кубинской кухни и кубинской культуры, сделанный из рома, соды, лайма и листьев свежей мяты. Вдохновлённый мятным джулепом и вариантом ти-пунша Антильских островов, дайкири и Куба либре, родился на Кубе в 1910-х годах, и по сей день является экзотической международной эмблемой.

ром, пиво, guarapo (слабоалкогольный напиток, приготовленный из сока сахарного тростника),
aguardiente (разновидность самогона). Вино употребляется мало.
Популярные кубинские коктейли:
- Дайкири: ром, лимон, сахар, ликёр мараскино и лёд.
- кубинский мохито: ром, листья мяты, лимон, сахар, газированная вода (шипучая) и лёд.
- Куба либре: ром, кока-кола, лимон и лёд.
- Малекон, вдохновлённый Малеконом в Гаване.
- Ром Коллинз или ромовые колины (крепость 10 %): из рома, лимона, сахара, газированной воды (шипучей) и льда[13].
- Эль Президенте на основе рома, апельсина кюрасао, вермута и гренадина.
- Telegram: ром, мятный ликёр и лёд.
- «Мулата»: выдержанный ром, сок лайма, шоколадный крем.
- «Старый Кубинец» (крепость 18 %): выдержанный ром, просекко (сухое игристое), лаймовый сок, сахарный сироп, «Ангостура», листья мяты[14].

Безалкогольные:
лимонад с соком лайма,
batidos (de frutas) — свежие фруктовые коктейли (см. смузи, также молочные коктейли),
кофе (очень крепкий).

## Соусы
Рецепты кубинской кухни являются достаточно простыми. Разнообразие в них привносят многочисленные соусы, которые представляют собой неотъемлемую часть местной кулинарии.
- Мохо — любимый соус кубинцев, его готовят из помидоров, чеснока и перца.
- Salsa criolla[англ.] — не менее популярный соус из томатов, лука, перца и масла, также Salsa verde.

В состав соусов также нередко включают фрукты, например манго или папайю.